# Wujaszek Wania (sztuka)
Wujaszek Wania. Sceny z życia ziemian w czterech aktach (ros. Дядя Ваня) – sztuka teatralna Antona Czechowa, rosyjskiego nowelisty i dramatopisarza tworzącego na przełomie XIX wieku i XX wieku. Opublikowana w 1897 roku.
Dramat szybko doczekał się licznych adaptacji w Rosji i za granicą, w tym w Polsce. Sztuka została też kilkukrotnie zekranizowana, m.in. w wersji brytyjskiej z 1963 roku w reżyserii Stuarta Burge oraz w adaptacji rosyjskiej w reżyserii Andrieja Konczałowskiego z 1970 roku (zob. Wujaszek Wania).

## Treść
Akcja sztuki rozgrywa się na rosyjskiej prowincji końca XIX wieku; tytułowy Wujaszek Wania jest pracującym na utrzymanie majątku ziemskiego szwagrem jego właściciela, profesora Sieriebriakowa. Pesymistyczna w wymowie sztuka podejmuje m.in. kwestię położenia rosyjskiej inteligencji, zmian społecznych, upadku, problemy miłosne oraz pragnienia.

## Postacie
- Aleksander Sieriebriakow – emerytowany profesor
- Helena – jego druga żona
- Sofia (Sonia) – jego córka z pierwszego małżeństwa
- Maria Wojnicka – wdowa po radcy tajnym, matka pierwszej żony profesora
- Iwan Wojnicki (Wujaszek Wania) – syn wdowy
- Michaił Astrow – lekarz
- Ilja Telegin – zubożały ziemianin
- Maryna –  stara niania
- Parobek[3]